# Stenellipsis millei
Stenellipsis millei es una especie de escarabajo longicornio del género Stenellipsis, tribu Acanthocinini, subfamilia Lamiinae. Fue descrita científicamente por Cazères & Sudre en 2010.
La especie se mantiene activa durante los meses de marzo y septiembre.

## Descripción
Mide 5-7 milímetros de longitud.

## Distribución
Se distribuye por Nueva Caledonia.